# Советский марш
«Сове́тский марш» (англ. Soviet March) — один из самых популярных игровых саундтреков в истории. Представляет собой выдуманный гимн СССР, который был продемонстрирован в игре Command & Conquer: Red Alert 3 в качестве её главной музыкальной темы. Композитором песни стал Джеймс Ханниган.
Гимн написан на русском языке и был исполнен Симфоническим оркестром и хором Скайуокера (англ. The Skywalker Symphony Orchestra and Choir) из Сан-Франциско. Он состоит из 25 строк.

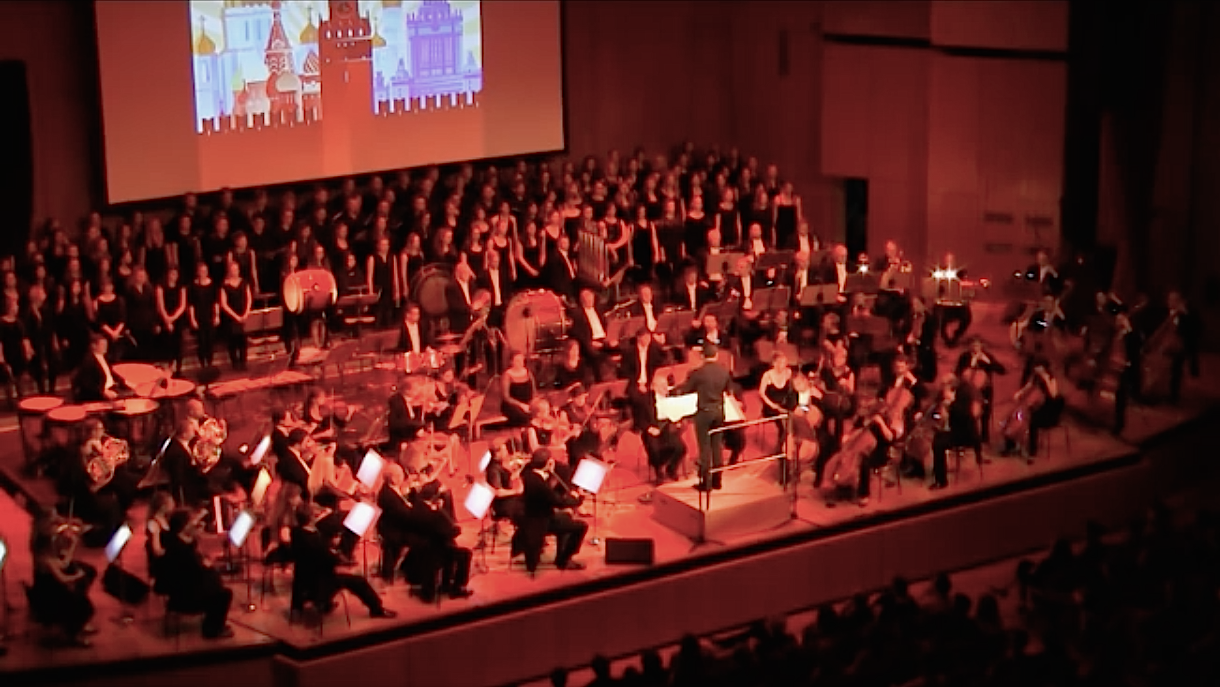
Концерт Video Games Live с исполнением «Советского марша»

## Публичные представления
26 сентября 2009 года саундтрек был исполнен на A Night in Fantasia симфоническим оркестром Eminence в Сиднейском развлекательном центре, Австралия. Другие публичные выступления включают Video Games Live и серию концертов Games & Symphonies.
28 октября 2010 года в церкви Святой Марии в Ноттингеме прошёл концерт музыки Ханнигана. В рамках фестиваля «GameCity 2010» на концерте выступили певцы и солисты The Pinewood Singers, исполнившие тему «Гарри Поттер и Дары смерти. Часть 1», фрагменты из Command & Conquer: Red Alert 3, Evil Genius и других игр.
Песня была использована в китайской драме 2018 года Youyu Our Beloved Land (кит. 右玉和她的县委书记们), где она прозвучала дважды в первом эпизоде. Это заинтриговало и вызвало недовольство китайских интернет-пользователей, которые задавались вопросом, как вырезка, включающая трек из западной видеоигры, прошла государственную цензуру.

## Звуковые особенности
Характерный русский акцент в английской речи персонажей относится к вербализации представлений о носителях русской культуры. Имеется сильный русифицированный звук [r], создающий эффект «рычания», одинаковое произношение звука [w] и [v]. Межзубные фонемы [θ], [ð] и [t] произносятся как русский [т].

## Оценки
Апофеозом формирования стереотипного образа «империи зла», как отмечает доктор философских наук М. Ю. Тимофеев, выступает в игре Command & Conquer: Red Alert 3 марш Красной армии. В третьей версии игры хор выводит плохо дающиеся для произнесения русские слова:
Наш Советский Союз покоряет
Весь мир, как огромный медведь на востоке.
Над землёй везде будут петь:
Столица, водка, советский медведь наш!
Тимофеев отмечает, что «этот любопытный набор слов имеет весьма странный геополитический смысл». Он полагает, что синтагма «столица, водка» возникла, скорее всего, из-за того, что дословно название «Stolichnaya Vodka» крайне трудно выговорить иностранцам, и для них остаётся привычное «Stoli». Далее профессор пишет следующее: «А то, что по мнению автора слов, „советский медведь“ — это наше всё, в очередной раз показывает значимость этого персонажа в качестве идентификатора России или СССР. При этом внешняя атрибуция представлена текстом как внутренняя, советская. Столь неразрывное единство „столичной водки“ с „нашим советским медведем“ может ведь идти исключительно от „загадочной русской души“».
Американист и эксперт Российского совета по международным делам Алексей Наумов отмечает, что саундтрек был исполнен на «откровенно отвратном русском языке <…> Слова об „огромном медведе с Востока“, который „покоряет весь мир“, идеально легли в западное стереотипное представление о СССР, не претендующее, однако, на серьёзность. „Над землею везде будут петь: столица, водка, советский медведь наш“, — заканчивается бравурная композиция».
В своей статье В. В. Ющалкина пишет, что «гимн отлично создаёт специфический фон на протяжении всей игры». Анализируя припев, она отмечает «стандартные стереотипы о советском пространстве и русских в глазах иностранцев: водка, огромный медведь, Москва, Красная площадь, желание захватить весь мир. Звуковое сопровождение, сильно напоминающее марш, создаёт особую атмосферу и двойной эффект: для играющего за СССР — воодушевление на будущую победу, а для играющего за Альянс — если не страх, то, по крайней мере, настороженность и тревогу».